# 馬儒
馬 儒（ば じゅ、生没年不詳、在位496年頃 - 501年頃）は、高昌国の王。
496年頃、高昌王の張孟明が国人に殺されると、馬儒が擁立されて王となった。鞏顧礼を左長史とし、麴嘉を右長史とした。497年、司馬の王体玄を北魏に派遣して朝貢し、国を挙げて内地に移住することを求めた。孝文帝はこれを受け入れて、明威将軍韓安保を派遣して、伊吾500里の地を割いて、馬儒を住まわせることとした。馬儒は鞏顧礼と麴嘉を派遣して韓安保を迎えさせたが、高昌から400里のところまで韓安保はやってこなかった。鞏顧礼らは高昌に帰還し、韓安保もまた伊吾に帰った。韓安保は韓興安ら12人を高昌に派遣し、馬儒もまた鞏顧礼に韓安保を迎えさせた。高昌を去ること160里の白棘城まで来て、古くからの高昌人は郷土をしのんで、東遷を望まず、協力して馬儒を殺し、麴嘉を擁立して王とした。